# FAMAS Award voor beste film
De FAMAS Award voor beste film is een van de belangrijkste FAMAS Awards en wordt jaarlijks uitgereikt aan de Filipijnse film die volgens de leden van de Filipino Academy of Movie Arts and Sciences de beste film van het voorgaande kalenderjaar was. Voor de prijs worden gewoonlijk vijf films genomineerd. Tijdens de jaarlijkse prijzenavond (Gabi ng Parangal) wordt bekendgemaakt wie van deze vijf films de prijs wint.

## Winnaars
- 1953 - Sawa sa Lumang Simboryo
- 1954 - Huk sa Bagong Pamumuhay
- 1955 - Salabusab
- 1956 - Higit sa Lahat
- 1957 - Luksang Tagumpay
- 1958 - Kalibre .45
- 1959 - Hanggang sa Dulo ng Daigdig
- 1960 - Biyaya ng Lupa
- 1961 - Huwag Mo Akong Limutin
- 1962 - Noli Me Tangere
- 1963 - El Filibusterismo
- 1964 - Sigaw ng Digmaan
- 1965 - Geron Busabos, ang Batang Quiapo
- 1966 - Daigdig ng mga Api
- 1967 - Ito ang Pilipino
- 1968 - Kapag Puso'y Sinugatan
- 1969 - Igorota
- 1970 - Pinagbuklod ng Langit
- 1971 - Mga Anghel na Walang Langit
- 1972 - Lilet
- 1973 - Kill the Pushers
- 1974 - Nueva Viscaya
- 1975 - Tinimbang Ka Ngunit Kulang
- 1976 - Maynila, Sa Mga Kuko ng Liwanag
- 1977 - Minsan May Isang Gamugamo
- 1978 - Bakya Mo, Neneng
- 1979 - Pagputi ng Uwak, Pag-Itim ng Tagak
- 1980 - Jaguar
- 1981 - Aguila
- 1982 - Kumander Alibasbas
- 1983 - Cain at Abel
- 1984 - Karnal
- 1985 - Ang Padrino
- 1986 - Paradise Inn
- 1987 - Gabi Na, Kumander
- 1988 - Saan Nagtatago ang Pag-Ibig?
- 1989 - Ibulong Mo Sa Diyos [Drama]
- 1989 - Chinatown [Actie]
- 1989 - Enteng, the Dragon [Comedy]
- 1990 - Bilangin Mo Ang Mga Bituin sa Langit
- 1991 - Andrea, Paano Ba Ang Maging Isang Ina?
- 1992 - Ang Totoong Buhay ni Pacita M.
- 1993 - Ikaw Pa Lang ang Minahal
- 1994 - Masahol Pa Sa Hayop
- 1995 - Lipa Massacre
- 1996 - Inagaw Mo Ang Lahat sa Akin
- 1997 - Mumbaki
- 1998 - Rizal sa Dapitan
- 1999 - Jose Rizal
- 2000 - Muro-Ami
- 2001 - Tanging Yaman
- 2002 - Bagong Buwan
- 2003 - Mga Munting Tinig
- 2004 - Magnifico
- 2005 - Naglalayag
- 2006 - Nasaan Ka Man
- 2007 - Kasal, Kasali, Kasalo
- 2008 - Katas ng Saudi
- 2009 - Baler
- 2010 - Dukot
- 2011 - Ang Tanging Ina Mo (Last na 'To!)
- 2012 - Manila Kingpin: The Asiong Salonga Story
- 2013 - El Presidente
- 2014 - On the Job
- 2015 - Bonifacio: Ang Unang Pangulo